# Péninsule d'Arauco
Pour les articles homonymes, voir Arauco (homonymie).
La péninsule d'Arauco (en espagnol : península de Arauco) est une péninsule du sud du Chili, située dans la province d'Arauco homonyme, région du Biobío. Elle s’avance dans l’océan Pacifique vers le nord-ouest. La péninsule d’Arauco est située immédiatement à l’ouest de la Cordillère de Nahuelbuta. Géologiquement, c’est un arc avant-haut. 
La péninsule fait partie du territoire historique de l’Araucanía.
Une grande partie du territoire de la péninsule d’Arauco fait partie de la commune d'Arauco avec 956,1 km², où se trouve sa capitale éponyme. Un peu plus au sud se trouvent les communes de Lebu, Los Alamos, Cañete et Tirúa sur le littoral, ainsi que les communes de Curanilahue et Contulmo situées à l’intérieur des terres, à côté de la chaîne de Nahuelbuta.
Au large des côtes de la péninsule d’Arauco se trouvent les îles Santa Maria et Isla Mocha. La première est sous l’administration de la commune de Coronel et la seconde, sous celle de Tirúa.